# جادسون (لاعب كرة قدم مواليد 1991)
جادسون هو لاعب كرة قدم برازيلي في مركز الوسط، ولد في 22 أغسطس 1991 في باهيا في البرازيل. لعب مع نادي إيكاسا ونادي كورينثيانز.

## وصلات خارجية
- جادسون (لاعب كرة قدم مواليد 1991) على موقع قاعدة بيانات كرة القدم.إي يو (الإنجليزية)
- جادسون (لاعب كرة قدم مواليد 1991) على موقع Soccerway.com (الإنجليزية)